# Camilo Padilla
Camilo Padilla Ríos (17 de marzo de 1964) es un jinete profesional de rodeo chileno. Oriundo de Rio Bueno (Chile), actualmente corre por el Criadero Muticao propiedad de Joaquín Grob Anwandter; de la Asociación Valdivia. 
En el criadero corre junto a Joaquín Grob y José Joaquín Grob Lavin, logrando por segundo año consecutivo llegar a Rancagua, claro que en esta oportunidad sacó boletos para padre e hijo.
El jinete regresa a su antigua casa corralera atraído por sus tierras sureñas y el amor; sin antes dejar su huella en el criadero El Milagro de José Puertas, de la Asociación de Curicó. Su gran calidad como jinete y arreglador de caballos corraleros lo hace uno de los mejores corredores de Chile.
En el criadero "La Hermida", de propiedad de Patricio Lioi, donde trabajó hasta 2011, tuvo una caballada muy buena para poder trabajarla y logró junto con Francisco Cardemil ser vicecampeón del Campeonato Nacional de Rodeo, después de correr el cuarto animal de la edición 2008 del Champion de Chile. Dentro de los mejores caballos que él ha corrido se encuentra el Destape, Elegante, Pebre, Regalia y Bochinchero.
Su criadero anterior a "La Hermida" fue el "Vista Volcán", en donde alcanzó su mayor logro. Fue campeón nacional de rodeo junto al joven jinete Sebastián Walker en el Campeonato Nacional de Rodeo de 2003 montando a Lucero y Destape y alcanzando unos espectaculares 41 puntos, récord de puntaje en ese momento. Luego del triunfo fue declarado Hijo Ilustre de Panguipulli.
Otros triunfos destacados de este jinete fueron los primeros lugares de los rodeos clasificatorios de la zona sur de 1998 y de 2004.

## Campeonatos nacionales
| Año  | Collera          | Caballos             | Puntaje | Asociación |
| ---- | ---------------- | -------------------- | ------- | ---------- |
| 2003 | Sebastián Walker | "Lucero" y "Destape" | 41      | Valdivia   |

### Segundos campeonatos
- 2008: junto con Francisco Cardemil, montando a "Elegante" y "Soñador" con 35 puntos.